# Йоланда де Лінь
Йоланда де Лінь (6 травня 1923, Мадрид, Іспанія — 13 вересня 2023, Брюссель, Бельгія) — бельгійська принцеса з родини Лінь, дочка принца Ежена II де Лінь. Ерцгерцогиня Австрії за шлюбом з ерцгерцогом Карлом Людвігом фон Габсбургом — сином останнього імператора Австро-Угорщини Карла I.

## Життєпис
Йоланда Марія Жанна Шарлотта де Лінь народилася 6 травня 1923 року в Мадриді родині бельгійського принца Ежена II де Лінь (1893—1960) та принцеси Філіппіни де Ноай (1898—1991). Мала братів Бодуена та Антуана.
1950 року в палаці Белей у Бельгії Йоланда де Лінь одружилася з ерцгерцогом Карлом Людвігом фон Габсбургом — сином останнього імператора Австро-Угорщини Карла I та імператриці Зіти Бурбон-Пармської. Родина оселилася у США, а 1958 року переїхала до Бельгії. У подружжя народилося четверо дітей:
- Рудольф Марія (нар. 17 листопада 1950);
- Александра Марія Анна Філіппа Отонія (нар. 10 липня 1952);
- Карл Крістіан (нар. 26 серпня 1954);
- Марія Констанца (нар. 19 жовтня 1957).

2007 року Йоланда де Лінь стала вдовою. 13 вересня 2023 року вона померла в Брюсселі у віці 100 років. Ерцгерцогиню поховали в Імператорському склепі церкви Капуцинів у Відні — родинному склепі династії Габсбургів. Поховання, ймовірно, стало останнім у склепі, оскільки більше місць для поховань у ньому немає.